# Susan Geason
Susan Geason, née en 1946 à New Norfolk, sur l'île de Tasmanie, en Australie, est une femme de lettres australienne, essayiste et auteure de roman policier.

## Biographie
Né en Tasmanie, elle grandit dans le Queensland. Elle fait des études à l'université du Queensland, où elle obtient un baccalauréat universitaire en histoire, puis à l'université de Toronto, au Canada, où elle décroche une maîtrise en sciences politiques. Elle travaille dans un cabinet de conseil en politique avant de devenir directrice littéraire au Sun-Herald. Elle publie plusieurs essais sur les romans de Charlotte Brontë, dont, en 1997, Regarding Jane Eyre.
En 1990, elle publie son premier roman, Shaved Fish, dans lequel elle crée le personnage de Syd Fish, un ancien employé et journaliste devenu détective privé à Sydney. La série comprend trois romans. Selon Claude Mesplède, s'ils sont « assez classiques, ces récits n'ont rien de très original sinon leur cadre, l'Australie ».
La Ville en flammes (Wildfire), paru en 1995, est un thriller psychologique. All Fall Down (2005), Death of the Princess et Flight of the Falcon sont des romans policiers historiques : l'action du premier se déroule à Sydney à l'aube du XXe siècle ; celle du second dans l'ancienne Égypte et celle du troisième dans la Normandie du XIe siècle.

## Œuvre

### Romans

#### SérieSyd Fish
- Shaved Fish (1990)
- Dogfish (1993) Publié en français sous le titre Eaux troubles à Sydney, La Tour-d'Aigues, Éditions de l'Aube, coll. « L'Aube noire » (1996)  (ISBN 2-87678-298-7) ; réédition, Paris, Éditions du Seuil, coll. « Points » no 627 (1999)  (ISBN 2-02-037127-8)
- Shark Bait (1994) Publié en français sous le titre La Morsure du requin, La Tour-d'Aigues, Éditions de l'Aube, coll. « L'Aube noire » (1998)  (ISBN 2-87678-359-2) ; réédition, Paris, Éditions du Seuil, coll. « Points » no 772 (2000)  (ISBN 2-02-037129-4)

#### Autres romans
- Wildfire (1995) Publié en français sous le titre La Ville en flammes, La Tour-d'Aigues, Éditions de l'Aube, coll. « L'Aube noire » (2001)  (ISBN 2-87678-639-7) ; réédition Éditions de l'Aube, coll. « L'Aube poche » (2009)  (ISBN 978-2-7526-0580-1)
- All Fall Down (2005)
- Death of a Princess (2005) Publié en français sous le titre Le Parfum d'Isis, Paris, Rageot, coll. « Rageot romans : suspense » no 164 (2008)  (ISBN 978-2-7002-3369-8)
- Flight of the Falcon (2006)

### Autres ouvrages
- Crime Prevention: Theory & Practice (1988)
- Designing Out Crime: Crime Prevention Through Environmental Design (1989)
- Preventing Car Theft and Crime in Car Parks (1990)
- Preventing Graffiti and Vandalism (1990)
- Preventing Retail Crime (1992)
- Regarding Jane Eyre (1997)
- Great Australian Girls (1999)
- Australian Heroines (2001)

## Prix et distinctions

### Nomination
- Prix Ned Kelly 1996 du meilleur roman pour Wildfire[2]

## Sources
: document utilisé comme source pour la rédaction de cet article.
- Claude Mesplède (dir.), Dictionnaire des littératures policières, vol. 1 : A - I, Nantes, Joseph K, coll. « Temps noir », 2007, 1054 p. (ISBN 978-2-910-68644-4, OCLC 315873251), p. 826-827